# Effektiv altruism
Effektiv altruism är en social rörelse som försöker använda evidens och kritiskt tänkande för att förbättra världen så effektivt som möjligt. Effektiva altruister menar att de försöker ha alla potentiella problem och lösningar till dessa problem i åtanke och därefter agera på det sätt som gör mest nytta för att lösa problemen. Det är detta breda evidensbaserade tillvägagångssätt som förespråkare menar skiljer effektiv altruism från traditionell altruism och välgörenhet. Även om en stor andel effektiva altruister fokuserar på välgörenhetssektorn, kan filosofin bakom effektiv altruism användas bredare, till exempel genom prioritering av olika vetenskapliga projekt, företag och policyinitiativ som kan uppskattas rädda och förbättra flest liv. Bland personer associerade med rörelsen återfinns den australienska filosofen Peter Singer samt den skotska filosofen William MacAskill som ofta beskrivs som en medgrundare av rörelsen.

## Filosofi

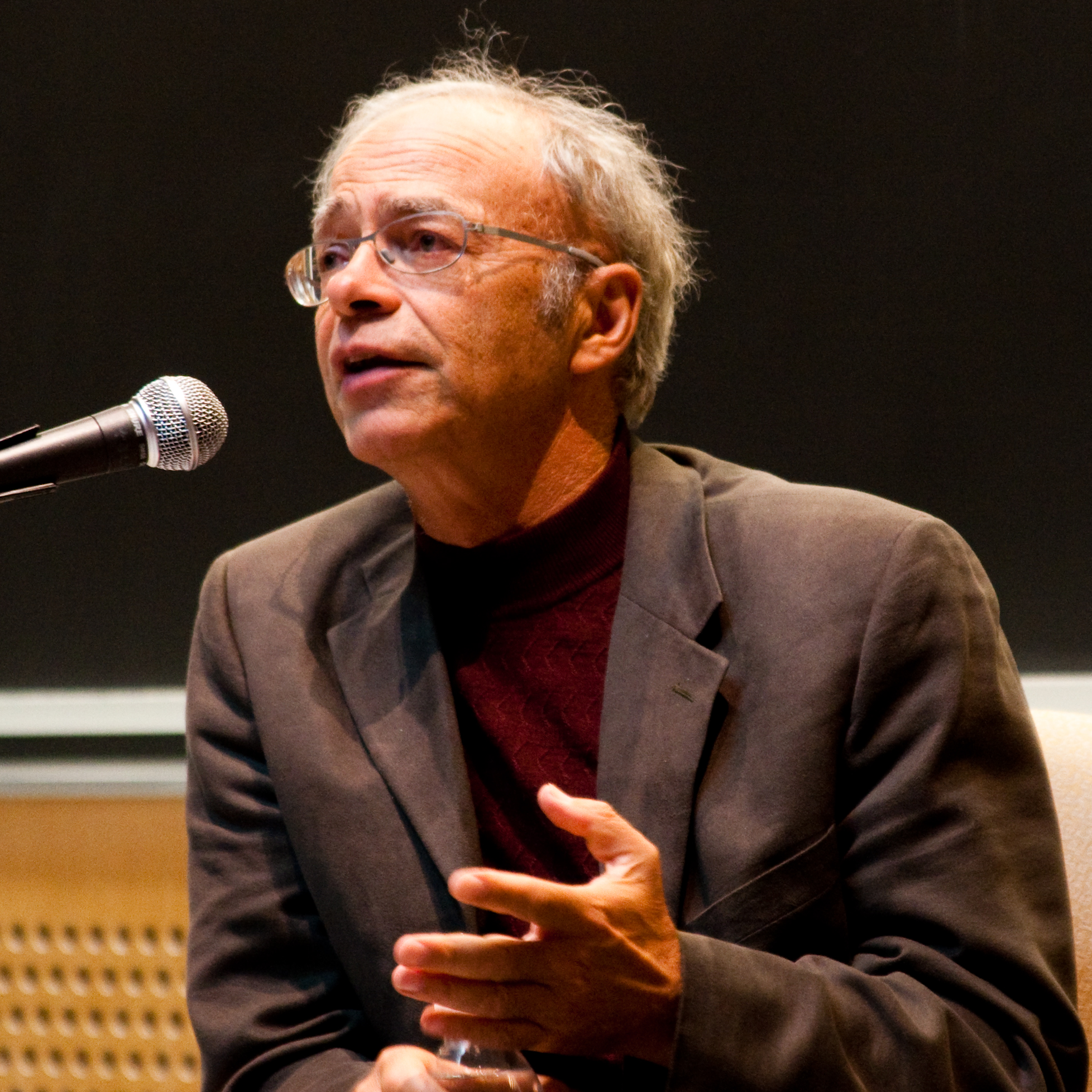
Peter Singer är en framstående förespråkare av effektiv altruism.

### Kostnadseffektivitet
Effektiva altruister försöker finna de välgörenhetsorganisationer som gör så stor nytta som möjligt per spenderad krona. Till exempel väljs åtgärder för att förbättra hälsa utifrån deras effekt i form av antal kvalitetsjusterade levnadsår genererade per krona.
Effektiva donationer är en central del av effektiv altruism, då vissa välgörenhetsorganisationer är mycket effektivare än andra. Flera välgörenhetsorganisationer har ingen effekt, och bland de som faktiskt har en positiv effekt har analyser visat att endast ett fåtal organisationer uppnår stor effekt per investerad krona, enligt Givewell.

### Marginalnytta
Många effektiva altruister använder sig av välgörenhetsutvärderaren GiveWell för att hitta de mest effektiva organisationerna inom området global hälsa. En av de saker som GiveWell har lagt stor vikt på är att utvärdera välgörenhetsorganisationers utrymme för ökat kapital. Det är allmänt accepterat inom effektiv altruism-rörelsen att man bör basera sina donationer på den förbättring (marginalnytta) som dessa donationer skulle möjliggöra, istället för att utgå från vad välgörenhetsorganisationen tidigare har uppnått.

### Opartiskhet
Effektiva altruister avfärdar idén om att vissa liv är intrinsikalt viktigare än andra. Följaktligen anses en person i exempelvis Sverige vara lika viktig som en person i ett fattigare land. Filosofen Peter Singer hävdar:
"Det gör ingen skillnad huruvida personen jag kan hjälpa är en grannes barn tio yards bort från mig eller en bengal vars namn jag aldrig kommer veta, tio tusen mil bort. [...] Det moraliska synsättet fordrar oss att se bortom intressena av vårt eget samhälle. Tidigare [...], var detta knappast möjligt, men det är möjligt nu. Från det moraliska synsättet måste förebyggandet av svält för miljoner människor utanför vårt eget samhälle anses åtminstone lika pressande som upprätthållandet av egendomsnormer inom vårt eget samhälle."
Utöver detta anser även många effektiva altruister att kommande generationer har ett moraliskt värde; därför fokuserar de på att försöka minska globala katastrofrisker som kan leda till att mänskligheten utrotas. Andra anser att icke-mänskliga djurs intressen bör ha samma moraliska vikt som liknande intressen hos människor, och arbetar därmed för att minska lidandet djur upplever i bland annat djurindustrin.

### Kontrafaktiskt tänkande
Effektiva altruister hävdar att kontrafaktiskt tänkande är viktigt för att avgöra vilket agerande som ger störst positiv effekt. Man ska med andra ord tänka ”vad skulle hända om jag inte gjorde så?”. Många människor förutsätter att de bästa sätten att hjälpa är genom direkta metoder, såsom att arbeta med välgörenhet. Eftersom välgörenhetsorganisationer ofta kan hitta personer som är intresserade av att jobba med dem, så jämför effektiva altruister nyttan de skulle göra i ett visst arbete med nyttan som den näst bästa kandidaten hade gjort om den istället fått jobbet. Enligt detta sätt att tänka på blir den positiva effekten av konventionella altruistiska yrken mindre än den verkar.
Detta resonemang har gjort att många effektiva altruister valt en väg som kallas ”Earning To Give” (fritt översatt: tjäna för att ge). Denna strategi handlar om att välja högbetalda karriärer med det explicita målet att donera stora summor pengar till välgörenhet. Benjamin Todd och William MacAskill menar att den marginella påverkan som potentiellt oetiska handlingar i sådana karriärer har, skulle vara liten eftersom dessa handlingar annars skulle ha utförts av någon annan, medan den personen inte skulle ha donerat pengarna från vinsten till välgörenhet.

### Prioritering av problemområden
Även om det finns en växande fokus på effektivitet inom ideella organisationer, så görs det ofta med enbart ett område i åtanke åt gången, såsom utbildning eller klimatförändringar. Effektiva altruister försöker istället jämföra storleken på de olika problemområdena, och hitta de problem där deras engagemang eller donationer bäst kan bidra till deras övergripande målsättning, som att t.ex. minska människors eller djurs lidande.
Prioriterade områden för effektiva altruister är bland annat fattigdom i utvecklingsländer, djurs lidande i djurindustrin, och globala katastrofrisker. 

## Beteenden

### Donationer
Den mest snäva tolkningen av effektiv altruism handlar om att få ens donationer att göra så mycket gott som möjligt. Det finns två aspekter av detta: hur mycket man ska donera samt vad man ska donera till. Välgörenhetsutvärderaren GiveWell fokuserar mestadels på det senare, genom att hitta de bästa donationsmöjligheterna samt genom att utvärdera hur stort utrymme det finns inom organisationen för att effektivt utnyttja större bidrag. Giving What We Can är en organisation som inriktar sig på båda problemen: de uppmanar folk att bli medlemmar och avge ett löfte om en miniminivå på hur mycket de kommer donera nu och i framtiden, och de ger också rekommendationer på effektiva välgörenhetsorganisationer som medlemmarna kan välja att donera till.
Många effektiva altruister väljer att aktivt försöka öka sin inkomst för att kunna donera mer till välgörenhet, en strategi som kallas ”Earning to Give”.

### Karriärval
Ens karriärval påverkar hur mycket gott man kan göra, både direkt (genom det man faktiskt jobbar med) och indirekt (genom de pengar man har möjlighet att donera under sin karriär). Organisationen 80 000 Hours ger karriärrådgivning till effektiva altruister, med syfte att hjälpa dem att använda sina karriärer till att göra så mycket nytta de kan. 80 000 Hours hävdar att en karriär bör vara baserad på både den omedelbara effekten (det jobb man utför och pengarna man donerar) och den långsiktiga effekten, som till exempel karriärkapital som kan användas i framtiden för att göra ännu mer nytta.

## Målprioritering
Effektiv altruism är öppen till nästan vilket område som helst. I praktiken har emellertid folk i effektiv altruism-rörelsen prioriterat fyra områden:
1. Bekämpa global fattigdom
2. Minska djurs lidande
3. Förbättra förutsättningarna för den avlägsna framtiden och minska global katastrofrisk
4. Främja effektiv altruism-rörelsen

### Bekämpa global fattigdom
Att bekämpa global fattigdom har varit målet för flera organisationer inom till effektiv altruism-rörelsen. Organisationen GiveWell arbetar för att hitta de mest effektiva välgörenhetsorganisationerna, och de hävdar att effekten per spenderad krona är mycket högre om den spenderas i u-länder. Därför har alla deras rekommenderade välgörenhetsorganisationer hittills handlat om att minska fattigdom och förbättra hälsan för de fattigaste i världen. GiveWell har rekommenderat Against Malaria Foundation, Schistosomiasis Control Initiative, Deworm the World Initiative, (och tidigare också VillageReach) för global hälsa samt GiveDirectly för direkta villkorslösa pengaöverföringar. Organisationen Giving What We Can fokuserar också på global fattigdom. Peter Singers bok Det liv du kan rädda inriktade sig på den moraliska vikten av att donera mer pengar för att bekämpa den extrema fattigdom som existerar i världen.
Medan en stor del av effektiv altruism-rörelsen har handlat om direkta strategier såsom pengaöverföringar och åtgärder för hälsa, så har man på sista tiden ökat fokus på systematisk förändringar inom exempelvis politik och ekonomi. Detta för att systematisk förändring, om än mer oviss, kan ge mer långsiktiga förbättringar än mer direkta metoder.

### Minska djurs lidande
Många effektiva altruister anser att det är ett eftersträvansvärt mål att minska djurs lidande, och att det finns väldigt effektiva sätt göra det på. Organisationen Animal Charity Evaluators (ACE, tidigare kallad ”Effective Animal Activism”) är förknippad med effektiv-altruismrörelsen och de utvärderar och jämför olika djurrättsorganisationer.
Det finns stor variation inom EA-rörelsen vad gäller hur stor vikt som bör läggas på icke-mänskliga djurs välfärd. De flesta är emot fabriksdjurhållning, och många förespråkar vegetarianism och veganism. Utöver det är vissa även bekymrade över vilda djurs lidande, där även ryggradslösa djur såsom insekter innefattas. Å andra sidan anser en del effektiva altruister att vegetarianism eller veganism inte nödvändigtvis minskar djurs lidande, och att det därför inte borde vara prioriterade frågor.

### Avlägsen framtid och global katastrofrisk
Vissa effektiva altruister anser att den avlägsna framtiden är oerhört viktig. De anser att det totala värdet för alla framtida generationer är mycket större än för nu existerande människor, oavsett vad man lägger moralisk vikt på (potential för lycka, lidande, välfärd etc.). Därför bör man lägga oerhörd vikt vid att göra den avlägsna framtiden så bra som möjligt.
Den svenska filosofen Nick Bostrom har skrivit om det ”astronomiskt stora slöseri” i form av värde förlorat för kommande generationer på grund av uppskjuten eller avbruten teknologisk utveckling i dagens samhälle. I sin doktorsavhandling uppmärksammade filosofen Nick Beckstead vikten av den avlägsna framtiden och alla steg vi kan ta i nuläget för att påverka den.
Vidare uppmärksammas vikten av att hantera existentiella risker, såsom risker med nanoteknologi, bioteknologi, utvecklandet av artificiell generell intelligens samt global uppvärmning. Det forskas aktivt inom dessa områden. Bostrom hävdar:
”Det finns mer vetenskaplig forskning om dyngflugors dagsvanor än existentiell risk [för människor].”
Det finns ett flertal organisationer med förbindelser inom effektiv altruism-rörelsen, som forskar om och förespråkar att förbättra den avlägsna framtiden, däribland Future of Humanity Institute, Centre for the Study of Existential Risk och Future of Life Institute. Utöver dessa, finns också Machine Intelligence Research Institute som fokuserar på det snävare området att ge artificiell intelligens mål som är fördelaktiga för mänskligheten.

### Främja effektiv altruism-rörelsen
Vissa effektiva altruister försöker ha stor påverkan genom att få effektiv altruism-rörelsen att bli större, eller genom att förbättra dess förståelse för hur man mest effektivt ska fördela framtida kapitial och resurser.
Detta gör folk i Sverige bland annat genom organisationen Effektiv Altruism Sverige som startades 2016. Ett antal studentföreningar har också startats vid ett flertal universitet och högskolor.

## Organisationer

### GiveWell
GiveWell är en organisation som analyserar välgörenhetsorganisationer, som startades 2007. De fokuserar på att finna de mest lovande områdena och välgörenheterna för folk att donera till. De flesta av dess rekommenderade organisationer arbetar inom global hälsa och fattigdomsbekämpning. GiveWell är en del av effektiv altruism-rörelsen, och dess förmåga att förflytta kapital har förbättras genom kampanjer från andra organisationer inom effektiv altruism-rörelsen.
I september 2011 startade GiveWell ”GiveWell Labs” för att undersöka mer spekulativa områden. I augusti 2014 ändrades namnet till ”Open Philanthropy Project”. Open Philanthropy Project är nu ett samarbete mellan GiveWell och Good Ventures, en filantropisk organisation startad av en av Facebooks grundare Dustin Moskovitz och hans fru Cari Tuna.

### Giving What We Can
Giving What We Can (GWWC) är en organisation som är intresserade av att maximera nyttan de kan göra i världen genom sina donationer. GWWC skapades år 2009 av moralfilosofen Toby Ord och fokuserar främst på områden relaterade till global fattigdom. Även om GWWC gör egen forskning om välgörenhetsorganisationer, förlitar de sig främst på andra organisationer såsom GiveWell. I ”Giving What We Can”-löftet, lovar personer att de ska donera minst 10 % av sin nuvarande och kommande inkomst till de välgörenhetsorganisationer som personen ifråga anser vara de mest effektiva. Giving What We Can drivs av välgörenhetsorganisationen Centre for Effective Altruism.

### 80 000 Hours
80 000 Hours är en organisation baserad i Oxford, Storbritannien, som utvärderar och informerar om vilka karriärval som ger störst positiv påverkan på världen, och ger även ut yrkesvägledning. Namnet härstammar från en uppskattning att människor i genomsnitt spenderar runt 80 000 timmar av sitt liv på sin karriär. Gruppen betonar att en karriärs positiva effekt bör mätas genom den ytterligare mängd nytta som uppstår genom att man har den karriären, snarare än den direkta nyttan som man genererar i den karriären. 80 000 Hours rekommenderar i vissa fall indirekta sätt att hjälpa folk, såsom att tjäna mycket pengar och donera en del av det, men också mer direkta sätt såsom forskning inom specifika områden. 80 000 Hours drivs av välgörenhetsorganisationen Centre for Effective Altruism.

### Övriga organisationer
Här följer några andra organisationer som är involverade i effektiv altruism-rörelsen:
- Animal Charity Evaluators (ACE), en organisation som utvärderar välgörenhetsorganisationer som arbetar för att hjälpa djur.
- Charity Science, en välgörenhetsorganisation som anordnar insamlingar till GiveWells rekommenderade välgörenhetsorganisationer.
- Good Ventures, en privat stiftelse som startats av Cari Tuna och Dustin Moskovitz[34] som har nära band till GiveWell.[30]
- Future of Humanity Institute, ett forskningscenter som försöker förutspå och motverka situationer som kan utgöra en risk för mänsklighetens överlevnad.
- Instituto Ética, Racionalidade e Futuro da Humanidade, en Brasiliansk organisation som uppmanar effektiva donationer och undersöker hur teknologi kan hjälpa kommande generationer.[35]
- The Life You Can Save, en rörelse som uppmanar folk att bekämpa extrem fattigdom genom att donera till väldigt effektiva välgörenhetsorganisationer.

Ett antal organisationer har också försökt utforma metoder för att fastlägga positiv effekt på ett sätt som liknar effektiv altruisms metod:
- Acumen Funds ”Best Available Charitable Options” (BACO) gör analyser som jämför effekten av specifika åtgärder med effekten av ett fåtal välbeprövade åtgärder med liknande ändamål.[36]
- Center for High Impact Philanthropy’s cost-per-impact (kostnad per påverkan) jämför med grova uppskattningar de mål som önskas uppnås genom åtgärden med kostnaden för programmet.[37]
- REDFs (tidigare Roberts Enterprise Development Fund) Social Return on Investment (SROI).

## Effektiv altruism-rörelsens historia
Idéerna bakom effektiv altruism kommer från praktisk etik, framförallt konsekvensetik. Två av de mest inflytelserika filosofer som har argumenterat för sådana idéer sedan 70-talet är Peter Singer och Peter Unger. Själva rörelsen ”Effektiv Altruism” startades dock inte förrän sent 2000-tal.[källa behövs]
Fyra av de tidigaste organisationerna som följde den effektiva altruismens ideal var:
- Center for High Impact Philanthropy. Grundades 2006 på University of Pennsylvania och bedriver forskning om och ger råd om hur man kan maximera effekten av donationer till välgörenhet.
- GiveWell. Grundades 2007 av Holden Karnofsky och Elie Hassenfeld, med målsättningen att utvärdera välgörenhetsorganisationer för att finna de bästa välgörenhetsorganisationerna att donera till.
- Giving What We Can. Grundades 2008 av Toby Ord, med fokus på att skapa kontakter och gemenskap bland människor som avgivit ett löfte om att donera en betydande del av sin inkomst, vanligtvis 10 %, till organisationer som effektivt förbättrar världen.
- 80 000 Hours. Grundades 2011 av William MacAskill och Benjamin Todd, med målet att ge karriärval och karriärrådgivning till personer som vill maximera den positiva effekt som de har på världen under sitt liv.

Enligt William MacAskill så bestämdes namnet ”effective altruism” sent 2011 när “Center for Effective Altruism” (CEA) startades som paraplyorganisation för Giving What We Can och 80 000 Hours. Detta var främst menat som en intern term, men allteftersom personer som följt en liknande filosofi upptäckte och gick med i rörelsen, började folk identifiera sig som ”effective altruists”. Detta hände framförallt när Facebookgruppen ”Effectice Altruists” (utan anknytning till tidigare organisationer såsom CEA) skapades under november 2012.
Peter Singer gav ett TED talk i mars 2013 där han nämnde rörelsen under namnet ”effective altruism”, vilket skapade ett stort intresse för rörelsen och samtidigt stålsatte namnet ”effective altruism”.
Två viktiga webbplatser för effektiv altruism-rörelsen skapades under 2014: ”Effective Altruism Forum” och ”Effective Altruism Hub”.
“Effective Altruism Forum” skapades som en version av bloggen LessWrong för effektiva altruister. LessWrong är en blogg och ett forum för skeptiker samt personer som är bekymrade över existentiell risk, vilket överlappar med effektiv altruism.
”Effective Altruism Hub” skapades som en webbplats för att skapa egna ”effektiv altruism-profiler”, hitta effektiva altruister runtom i världen samt att hålla ett donationsregister.

## Nämnvärda förespråkare

### Peter Singer
Filosofen Peter Singer har skrivit ett flertal texter om effektiv altruism, däribland:
- Essän ”Famine, Affluence and Morality” (1972) i vilken han hävdar att folk har en skyldighet att hjälpa dem som behöver hjälp: ”If it is in our power to prevent something bad from happening, without thereby sacrificing anything of comparable moral importance, then we ought, morally, to do it.”
- Boken The Life You Can Save (Det liv du kan rädda), i vilken han menar att folk bör utvärdera effektiviteten hos välgörenhetsorganisationer för att göra sina donationer så effektiva som möjligt.[43]
- Boken The most Good You Can Do, som beskriver effektiv altruism-rörelsen samt den bakomliggande filosofin, och argumenterar för det.

Han startade också en ideell organisation som kallas The Life You Can Save som uppmanar folk att donera till effektiva välgörenheter. Han är också medlem i Giving What We Can, medlem i styrelsen för Animal Charity Evaluators, och ger 33 % av sin inkomst till kostnadseffektiva välgörenhetsorganisationer.

### Toby Ord
Toby Ord är en moralfilosof som är anställd på Oxfords Universitet. Han förespråkar konsekvensetik och lägger stor vikt vid att bekämpa global fattigdom och globala katastrofrisker. Han startade organisationen Giving What We Can, som uppmanar folk att ge ett löfte om att donera 10 % av sin inkomst till välgörenhet. Han lever på £18 000 per år och donerar resten till välgörenhet.

## Kritik
Mycket av kritiken av effektiv altruism är samma som den som historiskt sett riktats mot olika former av utilitarism. Här ingår att ifrågasätta folks förmåga att göra fullständiga, träffsäkra beräkningar av konsekvenserna av en handling, eftersom vi har en begränsad förmåga att förutspå framtiden. Vidare ifrågasätts också förmågan att göra de absolut mest effektiva handlingarna, vilket ett utilitaristiskt förhållningssätt kräver på makronivå.

### Den institutionella kritiken
I en akademisk artikel författad av Brian Berkey vid University of Pennsylvania, adresseras den upplevda bristen av ett fokus på förändring av institutioner inom effektiv altruism. I artikeln återger Brian Berkey filosofen Amia Srinivasans påstående att effektiv altruismrörelsens tankevärld förutsätter ett (ahistoriskt och naturaliserat) omfamnande av global kapitalism som det enda möjliga produktionssättet. Srinivasan menar vidare att eftersom mycket av det som rörelsen ser som problem just härstammar ur produktionssättet kapitalism, ägnar sig effektiva altruister ironiskt nog enbart åt symtomlindring, och inte verklig effektivitet. Något som tycks mycket problematiskt då effektiva altruister i huvudsak är utilitarister. Brian Berkey erbjuder dock ett annat perspektiv i hans artikel; han menar att ett fokus på att förändra institutioner och seder inte per definition strider mot effektiv altruism-rörelsens principer, eftersom den är öppen för alla handlingar som förbättrar världen så mycket som möjligt. Filosofen Joshua Kissel har lagt fram liknande argument, och menar att antikapitalism åtminstone är teoretiskt förenligt med effektiv altruism.

#### Moralisk kritik
En annan kontroversiell idé är huruvida det kan vara etiskt att jobba inom ett högavlönat yrke inom potentiellt oetiska industrier, om det tillåter en att ge mer pengar. David Brooks, en kolumnist för The New York Times, kritiserade effektiva altruister som följer ”Earning To Give”-strategin, där man försöker tjäna så mycket som möjligt för att ge bort så mycket som möjligt. Han anser att de flesta som jobbar inom finans och andra högavlönade industrier värderar pengar på grund av själviska anledningar och att umgås med dessa personer kan få folk att bli mindre altruistiska. Vissa effektiva altruister ser också detta som en risk, så de försöker minimera risken för avhopp genom att skapa grupper för effektiva altruister, få folk att avge löften, samt placera pengar i så kallade ”donor-advised funds”. Brooks ifrågasätter också huruvida barn i avlägsna länder bör ha samma etiska värde som barn nära en själv. Han hävdar att moral bör vara ”internally ennobling”, en uppfattning lik den i dygdetik.

##### Invändning angående sken av objektivitet
I en artikel i den brittiska tidningen ”The Week” ifrågasätter Pascal-Emmanuel Gobry huruvida effektiv altruism kommer förändra världen. ”Min poäng är denna: Effektiv altruism, om än väldigt välkommet, är inte en ’objektiv’ syn på filantropi; det är snarare en metod fylld med filosofiska antaganden. Och det är helt okej, så länge alla förstår det.”
I ”Stanford Social Innovation Review” hävdar Ken Berger och Robert Penna från Charity Navigator att effektiva altruister moralistiskt väljer ett fåtal värdiga välgörenhetsorganisationer och säger att alla andra är ”ett slöseri av värdefulla resurser.” William MacAskill svarade i samma tidning och försvarade den utilitaristiska logik som rörelsen använder för att utvärdera effektiviteten hos välgörenhetsorganisationer.